# Hans Lothar von Schweinitz

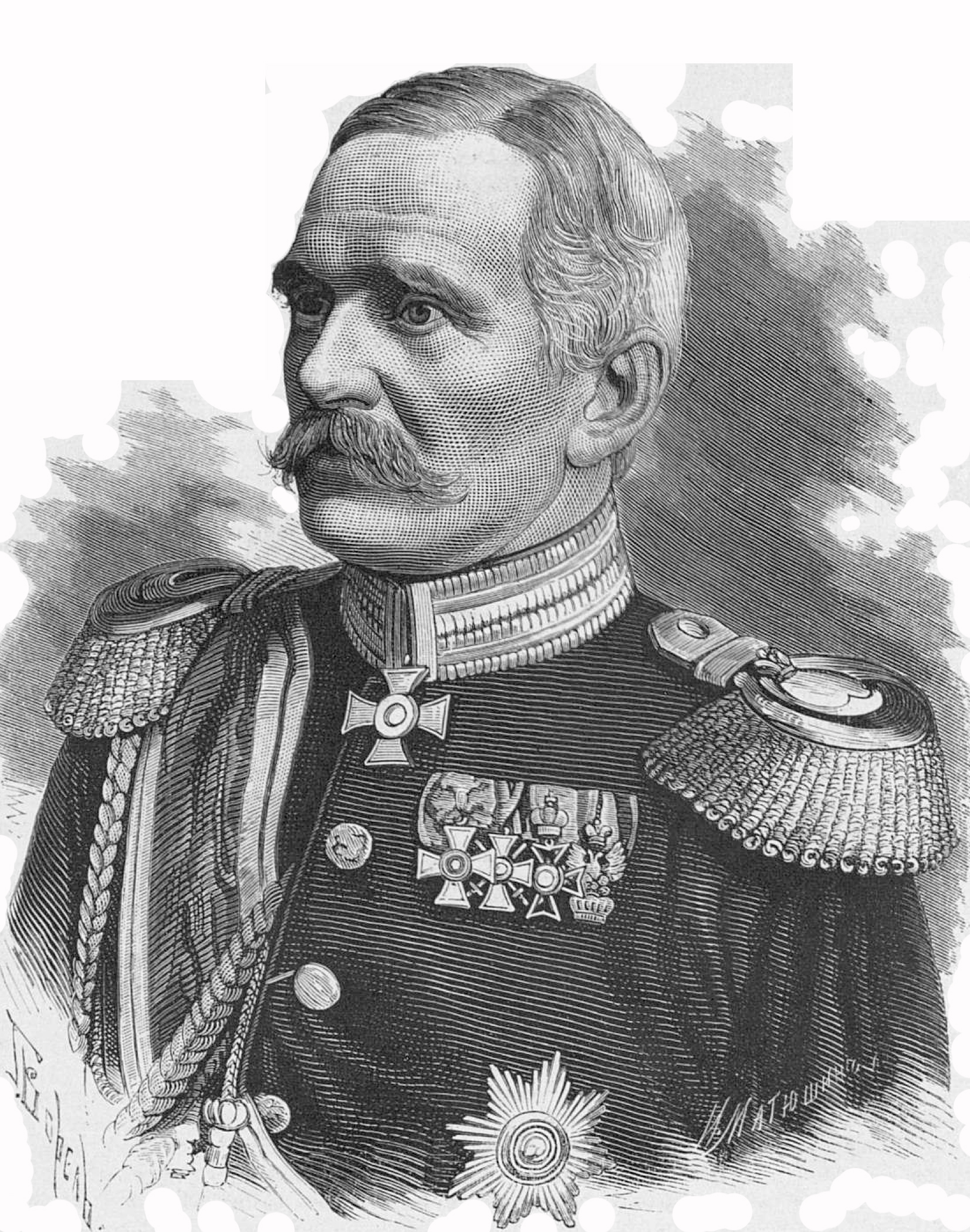
Hans Lothar von Schweinitz

Hans Lothar von Schweinitz (* 30. Dezember 1822 auf Gut Klein Krichen, Landkreis Lüben; † 23. Juni 1901 in Kassel) war ein preußischer General der Infanterie sowie Generaladjutant und kaiserlich deutscher Botschafter in Wien und Sankt Petersburg.

## Leben

### Herkunft
Hans Lothar entstammte dem alten schlesischen Adelsgeschlecht von Schweinitz und war der Sohn des Gutsbesitzers und Studiendirektors der Ritterakademie Liegnitz Heinrich von Schweinitz (1796–1872) und dessen Ehefrau Emilie, geborene von Heugel (1799–1870). Er wurde auf dem väterlichen Schloss von einem Hauslehrer unterrichtet. Ab seinem 14. Lebensjahr kam er nach Breslau, wo er bis zum Abitur das Maria-Magdalenen-Gymnasium besuchte.

### Militärkarriere
Schweinitz trat am 28. November 1840 in das 1. Garde-Regiment zu Fuß der Preußischen Armee in Potsdam ein und kam 1854 als Premierleutnant infolge seiner Schriften Die Armeen des westlichen Europa und Die Geschichte des Ordens vom Goldenen Vließ als Adjutant zum Oberkommando der Deutschen Bundestruppen nach Frankfurt am Main.
1857 wurde Schweinitz persönlicher Adjutant beim Kronprinzen Friedrich Wilhelm von Preußen. 1860 folgte mit der Beförderung zum Major die Versetzung in den Generalstab und die Kommandierung als Militärattaché zur preußischen Gesandtschaft in Wien. 1863 kehrte er an den kronprinzlichen Hof zurück und nahm 1864 am Deutsch-Dänischen Krieg teil.
1865 wurde Schweinitz Flügeladjutant des Königs und unter Belassung in dieser Stellung Militärbevollmächtigter in Sankt Petersburg. Am Feldzug 1866 gegen Österreich nahm er im Großen Hauptquartier teil und kämpfte in der Schlacht bei Königgrätz. Nach Kriegsende ging er auf seinen Posten nach Sankt Petersburg zurück und wurde dort am 31. Dezember 1866 zum Oberst befördert. Am 15. Oktober 1869 erhielt Schweinitz den Charakter als Generalmajor unter gleichzeitiger Ernennung zum General à la suite des Königs. Kurz darauf wurde er von seinem Posten in der russischen Hauptstadt entbunden und am 9. Dezember 1869 als Gesandter für Preußen und den Norddeutschen Bund nach Wien entsandt. Hier hatte er 1870 die Aufgabe, eine Annäherung Österreichs an Frankreich während des Deutsch-Französischen Krieges zu verhindern. Nach der Gründung des Deutschen Kaiserreiches ernannte man Schweinitz zum Botschafter in Wien. In dieser Funktion erhielt er dann am 16. Dezember 1871 den Charakter als Generalleutnant und Kaiser Franz Joseph I. verlieh ihm am 6. September 1872 das Großkreuz des Sankt Stephans-Ordens. Schweinitz war maßgeblich am Zustandekommen des Drei-Kaiser-Treffens 1872 beteiligt.
Unter Belassung in seiner Stellung als Botschafter ernannte Wilhelm I. Schweinitz zum Generaladjutanten. Anfang Januar 1876 wurde er dann von seinem Posten aus Wien abberufen und anschließend in gleicher Eigenschaft nach Sankt Petersburg geschickt. Dort erhielt er am 22. März 1877 das Patent zu seinem Dienstgrad und wurde schließlich am 20. September 1884 zum General der Infanterie befördert. Zur Stützung des Reichskanzlers Leo von Caprivi trat Schweinitz 1890 für die Nichterneuerung des deutsch-russischen Rückversicherungsvertrages ein. Am 12. Dezember 1892 wurde er dann auf sein Gesuch hin von seiner Stellung als Botschafter abberufen und unter Verleihung der Großkomture des Königlicher Hausorden von Hohenzollern in den Ruhestand versetzt. Er blieb aber weiterhin Generaladjutant sowie à la suite des 1. Garde-Regiments zu Fuß.
Anlässlich seines 60-jährigen Dienstjubiläums erhielt Schweinitz am 28. November 1900 die Brillanten zum Schwarzen Adlerorden.
Hans Lothar von Schweinitz starb am 24. Juni 1901 in Kassel.

### Familie
Er heiratete am 18. Oktober 1872 in London Anna Jay (1849–1925), die Tochter von John Jay, Gesandter der USA in Wien, und Urenkelin des gleichnamigen Gründervaters, und der Eleanor Kingsland Field. Das Ehepaar hatte folgende Kinder:
- Hans Wilhelm (1873–1932), bis 1918 Offizier, während des Ersten Weltkriegs Militärattaché in Rom und Den Haag ⚭ 1908 Victoria Gräfin zu Eulenburg (1882–1966), Tochter des preußischen Hausministers August zu Eulenburg.[1]
- Eleonore (1875–1948) ⚭ 1901 August von Trott zu Solz (1855–1938), preußischer Staatsminister
- Maria (1876–1955)
- Hubert (1877–1961)
- Heinrich (* 1880)
- Bernhard (1883–1951), Hofmarschall

⚭ 1907 Editha von Niesewand (1888–1962) (gesch. 1915)
⚭ 1941 Amalie Mattes (* 1898)
- Guido (1884–1927) ⚭ 1921 Olga Stock, adopt. Freiin von Tautphoeus (* 1898)
- Eberhard (1886–1953) ⚭ 1940 Ellen-Marie von Bischoffshausen (1895–1985)
- Friedrich (* 1889)
- Viktor (1895–1896)